# Kividoo
kividoo war ein Abo-basiertes Video-on-Demand-Angebot (SVoD), das zu 100 Prozent der Super RTL Fernsehen GmbH & Co. KG  gehörte und im April 2015 startete. Kividoo bot Zugriff auf 3.500 Serienepisoden, Hörspiele und Filme an, die sich an Kinder richten. Für 2020 stand im Raum den Dienst einzustellen, was nicht passiert ist. Anfang 2023 wurde die Schließung des Dienstes auf der Startseite mit 31. März 2023 angekündigt. Seit dem 1. April 2023 leitet die Seite auf toggo.de weiter, dem älteren Online-Angebot von Super RTL.

## Inhalte
Zum Angebot von kividoo gehörten (seit Start) Serien, Filme, Dokumentationen und (ab Juli 2016) Hörspiele, die für Kinder geeignet sind. Dazu zählten Titel von DreamWorks Animation, Sony Entertainment, Mattel, Endemol und anderen Produktionsfirmen. Manche Serien(-staffeln) oder Episoden wurden vor ihrer deutschen TV-Ausstrahlung vorab auf kividoo veröffentlicht, wie zum Beispiel bei King Julien (Staffel 6) und Ninjago.
Am 27. Mai 2019 bekam das Portal ein neues Design und neue Funktionen.

## Features
Die Navigation von kividoo passte sich dem angegebenen Alter des Nutzers an. Vorschüler wurden ausschließlich über bildliche Darstellung angesprochen, erst bei Kindern im Schulalter wurden Texte eingeblendet. Eltern konnten auch festlegen, welche Inhalte sie als geeignet empfanden. Sollte ein Titel als nicht geeignet eingestuft worden sein, wurde dieser im Angebot auch nicht angezeigt. Nutzungs-Zeitraum und Nutzungs-Dauer konnten in den Grundeinstellungen ebenfalls definiert werden.

## Technische Details
Kividoo war sowohl in HD- als auch in SD-Qualität auf mobilen Endgeräten (iOS, Android) als Desktop-Variante und über Airplay/Fire TV verfügbar. Das Portal bot eine Download-Funktion für sämtliche Inhalte sowie zahlreiche Einstellungen für den Video-Zugriff (Blacklist, Whitelist etc.) an.